# Vangarda Nazonalista Galega
Vangarda Nazonalista Galega  (Vanguardia Nacionalista Gallega) fue un pequeño partido político independentista gallego que actuó durante el año 1933.
Formado alrededor de Álvaro de las Casas y algunos disidentes del Partido Galeguista, desencantados con el parón autonómico causado por el gobierno radical-cedista de la Segunda República, se dio a conocer el 25 de julio de 1933 por medio de su órgano de expresión Máis!, que paradójicamente estaba en castellano. Máis! sólo publicó un número y no se conocen actividades del partido posteriores a 1934.
- Datos: Q9092603